# Persone di nome Liliana
| Questa pagina contiene informazioni ricavate automaticamente dalle voci biografiche con l'ausilio del template Bio e di un bot. L'aggiornamento è periodico e automatico e ricostruisce completamente la pagina. Se manca una persona in questa lista, sei pregato di non aggiungerla, ma accertati piuttosto che la sua voce biografica contenga il template Bio e che i dati anagrafici siano correttamente compilati. Se il template Bio manca, inseriscilo tu stesso o, in alternativa, metti l'avviso {{tmp\|Bio}} che ne segnala la mancanza. Se i dati riportati sono sbagliati, correggi direttamente la voce biografica; le modifiche saranno visibili in questa lista entro pochi giorni. Per chiarimenti vedi il progetto antroponimi. La lista contiene solo le 54 persone che sono citate nell'enciclopedia e per le quali è stato implementato correttamente il template Bio. Pagina aggiornata al 22 lug 2025. |

Questa è una lista di persone presenti nell'enciclopedia che hanno il nome Liliana, suddivise per attività principale.

## Altiste(1)
- Lilianna Bátori, altista ungherese (n. 2007)

## Annunciatrici televisive(1)
- Liliana Ursino, annunciatrice televisiva italiana (Roma, n. 1947 - Roma, † 2018)

## Artiste(1)
- Liliana Moro, artista italiana (Milano, n. 1961)

## Attiviste(1)
- Liliana Segre, attivista, politica e superstite dell'Olocausto italiana (Milano, n. 1930)

## Attrici(9)
- Liliana Bonfatti, attrice italiana (Ovada, n. 1930 - † 2005)
- Liliana Eritrei, attrice, regista e sceneggiatrice italiana (Roma, n. 1958)
- Liliana Gerace, attrice italiana (Napoli, n. 1921 - Sacrofano, † 2010)
- Liliana González, attrice colombiana (Cali, n. 1970)
- Liliana Laine, attrice francese (Vitry-le-François, n. 1923 - † 1999)
- Liliana Mancini, attrice italiana (n. 1921)
- Liliana Mele, attrice italiana (Gondar, n. 1984)
- Liliana Mumy, attrice e doppiatrice statunitense (San Marcos, n. 1994)
- Liliana Tellini, attrice italiana (Firenze, n. 1925 - Roma, † 1971)

## Attrici teatrali(1)
- Liliana Feldmann, attrice teatrale, doppiatrice e cantante italiana (Milano, n. 1926 - Brusimpiano, † 2020)

## Canottiere(1)
- Liliana Gafencu, canottiera rumena (Bucarest, n. 1975)

## Cantanti(2)
- Liliana Castagnola, cantante e soubrette italiana (Genova, n. 1895 - Napoli, † 1930)
- Lili Ivanova, cantante bulgara (Kubrat, n. 1939)

## Cantautrici(1)
- Valentina Gautier, cantautrice italiana (Lodi, n. 1961)

## Cestiste(7)
- Mabel Bocchi, ex cestista e giornalista italiana (Parma, n. 1953)
- Liliana Cabezas, ex cestista colombiana (n. 1973)
- Liliana Comas, ex cestista peruviana (Lima, n. 1963)
- Liliana Duţu, ex cestista rumena (Moinești, n. 1953)
- Liliana Miccio, cestista italiana (Cava de' Tirreni, n. 1989)
- Liliana Paparazzo, ex cestista italiana (n. 1969)
- Liliana Ronchetti, cestista italiana (Como, n. 1927 - † 1974)

## Comiche(1)
- Liliana Arriaga, comica, attrice e cabarettista messicana (n. 1972)

## Conduttrici radiofoniche(1)
- Liliana Dell'Acqua, conduttrice radiofonica e conduttrice televisiva italiana (Milano, n. 1946 - Milano, † 2010)

## Danzatrici(1)
- Liliana Merlo, danzatrice e coreografa italiana (Buenos Aires, n. 1925 - Teramo, † 2002)

## Direttrici artistiche(1)
- Liliana Cosi, direttrice artistica e ex ballerina italiana (Milano, n. 1941)

## Discobole(1)
- Liliana Cá, discobola portoghese (Barreiro, n. 1986)

## Doppiatrici(2)
- Liliana Jovino, doppiatrice italiana (Lodi, n. 1927)
- Liliana Sorrentino, doppiatrice, attrice e direttrice del doppiaggio italiana (Roma, n. 1954)

## Fumettiste(1)
- Liliana Fantoni, fumettista italiana (Firenze, n. 1920 - † 2016)

## Ginnaste(2)
- Liliana Scaricabarozzi, ginnasta italiana (Lodi, n. 1934 - Lodi, † 1996)
- Lilia Torriani, ginnasta italiana (Cornigliano Ligure, n. 1920 - Genova, † 2003)

## Giocatrici di beach volley(1)
- Liliana Fernández, giocatrice di beach volley spagnola (Benidorm, n. 1987)

## Matematiche(1)
- Liliana Ragusa Gilli, matematica e insegnante italiana (Roma, n. 1919 - Roma, † 2007)

## Multipliste(1)
- Liliana Năstase, ex multiplista rumena (Vânju Mare, n. 1962)

## Pallavoliste(1)
- Liliana Bernardi, ex pallavolista italiana (Slovenia, n. 1960)

## Partigiane(1)
- Liliana Benvenuti, partigiana italiana (Compiobbi, n. 1923 - Firenze, † 2019)

## Pianiste(1)
- Liliana Renzi, pianista italiana (Pesaro, n. 1928 - Milano, † 2012)

## Pittrici(1)
- Liliana Cano, pittrice italiana (Gorizia, n. 1924 - Sassari, † 2021)

## Politiche(1)
- Liliana Albertini, politica italiana (Vignola, n. 1946 - † 2023)

## Registe(2)
- Liliana Cavani, regista e sceneggiatrice italiana (Carpi, n. 1933)
- Liliana Ginanneschi, regista e sceneggiatrice italiana (Livorno, n. 1951)

## Scrittrici(3)
- Liliana Betti, scrittrice, sceneggiatrice e regista italiana (Nigoline, n. 1937 - Adro, † 1998)
- Liliana De Curtis, scrittrice italiana (Roma, n. 1933 - Roma, † 2022)
- Liliana Ugolini, scrittrice e drammaturga italiana (Firenze, n. 1934 - Firenze, † 2021)

## Soprani(2)
- Liliana Marin, soprano moldava (Chișinău)
- Liliana Poli, soprano italiano (Firenze, n. 1928 - Firenze, † 2015)

## Storiche(1)
- Liliana Picciotto, storica e saggista italiana (Il Cairo, n. 1947)

## Velociste(1)
- Liliana Tagliaferri, ex velocista italiana (Lecco, n. 1928)

## Senza attività specificata(2)
- Lilian Baels, belga (Londra, n. 1916 - Waterloo, † 2002)
- Liliana Grassi, architetta e storica dell'architettura italiana (Milano, n. 1923 - Milano, † 1985)